# Megalodon 2: La fossa
Megalodon 2: La fossa (títol original en anglès, Meg 2: The Trench) és una pel·lícula d'acció de ciència-ficció de 2023 dirigida per Ben Wheatley. És una seqüela de The Meg (2018), basada en la novel·la de 1999 The Trench de Steve Alten. Jon Hoeber, Erich Hoeber i Dean Georgaris repeteixen com a guionistes, amb Jason Statham, Sophia Cai, Page Kennedy i Cliff Curtis que reprenen els seus papers al costat de Wu Jing, Sergio Peris-Mencheta i Skyler Samuels. Igual que la pel·lícula anterior, segueix un grup de científics que han de córrer i superar els megalodons quan una operació minera malèvola amenaça la seva missió i els obliga a una batalla de gran risc per a la supervivència. S'ha doblat al català.
Es va anunciar que els plans per a la seqüela estarien en desenvolupament l'octubre de 2018 després de l'èxit de taquilla de la primera pel·lícula. El rodatge principal va començar el febrer de 2022 i es va allargar fins al maig. Es va gravar a diversos llocs d'Àsia i als estudis de Warner Bros. a Leavesden, al municipi anglès de Watford.
Megalodon 2: La fossa es va exhibir per primer al Festival Internacional de Cinema de Shanghai el 9 de juny de 2023 i es va estrenar als Estats Units el 4 d'agost a càrrec de Warner Bros. Pictures. La pel·lícula va rebre crítiques generalment negatives, però va ser un èxit de taquilla, amb una recaptació de més de 397 milions de dòlars a tot el món.
El 17 d'abril del 2024 es va anunciar el doblatge en català de la pel·lícula per a la plataforma Max. També s'ha subtitulat al català.